# Anton Gotthard von Schaffgotsch
Graf Anton Gotthard von Schaffgotsch (* 16. April 1721 in Breslau; † 28. Januar 1811 in Wien) war kaiserlicher Obersthofmarschall und Ritter des goldenen Vlieses.

## Herkunft
Er entstammt der schlesischen Linie der Familie Schaffgotsch. Seine Eltern waren der letzte kaiserliche Gouverneur von Schlesien Graf Johann Anton Gotthard von Schaffgotsch (1675–1742) und dessen zweiter Ehefrau der Gräfin Anna Therese von Kolowrat-Novohradsky (1690–1759). Der Fürstbischof von Breslau Philipp Gotthard von Schaffgotsch war sein Bruder.

## Leben
Seine Schulbildung erhielt er in Breslau, anschließend studierte er in Prag, Leyden und Göttingen. Nach seiner Grand Tour ging er in die Regierung des Kurfürsten von Mainz und blieb dort bis 1745. Im folgenden Jahr wechselte er als Kammerherr nach Wien. Er war zunächst im Hofstaat des Kronprinzen. Auch nach dessen Tod blieb er im Hofstaat des nunmaligen Kaisers Joseph II. und wurde für mehrere diplomatische Missionen verwendet; so war er 1764 am Hof in Berlin. Im Jahr 1766 wurde er zum Obersthofmeister der Erzherzogin Maria Josepha ernannt, später wurde er  Begleiter der drei kaiserlichen Prinzessinnen. Er begleitete Maria Karoline nach Neapel zur Hochzeit mit Ferdinand von Neapel, ebenso Marie Antoniette nach Paris zur Hochzeit mit Ludwig XVI.
Für seine Verdienste erhielt er 1782 von Joseph II. den Orden vom Goldenen Vlies (Nr. 810). Von Kaiser Franz II. erhielt er das Großkreuz des neugestifteten Leopold-Ordens. Im Jahr 1790 wurde er zum Obersthofmeister der Kaiserin Maria Theresia ernannt. Im Jahre 1796 wurde der Graf auch zum Obersthofmarschall ernannt.
Als er 1810 zur Hochzeit von Napoleon und Marie-Louise von Österreich nach Paris geschickt wurde, erhielt er den Großadler der französischen Ehrenlegion.
Schaffgotsch war Besitzer einer Reihe von Gütern. Er war der zweite Majoratsherr auf Deutsch-Kawarn, ferner Kauthen und Webkau im Kreis Leobschütz, Wildschütz und Krautenwalde in Fürstemtum Neiße. Krautenwalde erhielt er am 12. Dezember 1791 von seinem Bruder, dem Fürstbischof Philipp Gotthard.

## Familie
Schaffgotsch heiratete am 4. Februar 1766 die Gräfin Maria Anna von Kollonitz (* 25. September 1744; † 28. Juni 1802). Das Paar hatte mehrere Kinder:
- Maria Anna Hedwig Therese Vincenza (* 27. Dezember 1766)
- Joseph Gotthard Anton (* 17. November 1767; † 7. Mai 1844) ⚭ 1795 Freiin Maria Josefa Skrbenská z Hrzistie (* 11. September 1776; † 19. Februar 1851)
- Franz Gotthard, (* 21. Juni 1769; † 16./17. Juni 1796 gefallen bei Wetzlar)
- Ladislaus Gotthard, (* 20. Juli 1770)
- Maria Antonia Hedwig (* 11. September 1771) ⚭ 1795 Lorenzo marchese Trotti
- Johann Nepomuk Gotthard (1772–1776)
- Johann (1773–1776)
- Karl Gotthard (* 5. Mai 1774; † 9. Juni 1793 gefallen bei Arlon)
- Maria Hedwig (* 12. März 1776; † 21. November 1816)